# Alexis Lavigne
Pour les articles homonymes, voir Lavigne.
Alexis Lavigne, né le 22 mars 1812 à Paris et mort le 21 février 1886 à Neuilly-sur-Seine, est un tailleur pour dames et un inventeur français. 
Les années 1840 en France sont marquées par la volonté de l’Etat de standardiser l’ensemble des systèmes de mesures et d’imposer le système métrique dans tous les domaines (science, médecine, justice, etc.). Alexis Lavigne est l'un des tout premiers théoriciens du métier de tailleur.
Inventeur du buste mannequin et du centimètre souple, ses travaux le mèneront à la mise en place du passage d’une confection artisanale à une production industrielle permettant ainsi la démocratisation de la mode jusqu’alors réservée à une élite.
Afin de transmettre son savoir-faire il créera une école qui, plus de 180 ans plus tard, est présente dans 15 pays à travers le monde sous le nom d’ESMOD.

## Biographie
Alexis Lavigne est né le 22 mars 1812 dans le 1er arrondissement de Paris. 
Il fait le "Tour de France" des maîtres tailleurs pour se professionnaliser. En 1837, il met au point un « corsage mécanique » ajustable, destiné à conserver, après le premier essayage, un moulage de l’anatomie du client. C'est le début de son travail sur les mensurations qui va le mener plus tard à l'idée de la réalisation d'un buste mannequin.
En 1841, il fonde chez lui Place de Valois un cours de couture (actuellement Esmod), et reçoit des élèves à domicile pour leur apprendre son art et sa méthode de coupe. C'est la naissance de la première école de mode, qui deviendra avec le temps l'école Guerre-Lavigne, avec le soutien de sa fille Alice Guerre. En parallèle, il publie une méthode combinant le costume d'homme et le vêtement pour femme la même année s'intitulant Méthode du Tailleur.
En 1847, il invente le buste mannequin tel que nous le connaissons encore aujourd’hui. Il a pour élève le sculpteur Belge Frédéric Stockman, qui donnera son nom de façon générique aux mannequins utilisés dans les ateliers de couture. La même année, il dépose un brevet pour le mètre-ruban imperméabilisé. Avant cela, les tailleurs utilisaient traditionnellement des bandes de papiers marquées aux ciseaux pour chaque mesure du client, cependant celles-ci étaient particulièrement fragiles et déteignaient sur les vêtements. 
Il publie également en fascicules sa méthode de coupe, en français mais aussi, déjà, en anglais.   
L’art du tailleur consistant à s’adapter à toutes les morphologies, Alexis Lavigne songe alors à réaliser des bustes moulés sur nature, c’est-à-dire directement sur ses clients. Un bon moyen selon lui d’éviter de longues séances d’essayages et de travailler à distance pour une clientèle étrangère. C'est ainsi qu'Alexis Lavigne dépose le 5 novembre 1854 un brevet pour la fabrication de bustes mannequins moulés sur plâtre, 5 ans après en avoir présenté un prototype remarqué à l'Exposition de l'Industrie de 1849.  
Rédacteur en chef du journal « Fashion theorie », il dirige bientôt 5 journaux de mode : « L’Art dans le costume », « Le journal des couturières », « Les nouveautés parisiennes », « La mode élégante », « Les femmes et la mode ».  
Il est aussi le tailleur attitré amazonier de l’impératrice Eugénie, titre très prestigieux à l'époque. Ce costume d'équitation pour femme nécessite trois pièces, dont un pantalon, que seuls les tailleurs pour hommes ont le droit de confectionner. Le port du pantalon pour les femmes est interdit sauf pour monter à cheval, c'est une règle de bienséance à l'époque.  
Il standardise sa production de bustes mannequins et la décline sur plusieurs tailles, se basant sur ses années d’études des différentes conformations du corps humain. Mais en plein succès, son usine de Levallois-Perret est bombardée lors de la guerre. Titulaire de son procédé, il dépose alors un nouveau brevet permettant aux tailleurs et couturières de fabriquer eux-mêmes les bustes mannequins de leur clientèle.  
À l'Exposition universelle de 1873, il obtient une mention honorable et une médaille de bronzepour ses inventions.
Il meurt en 1886 à Neuilly-sur-Seine. Après sa disparition, l'école sera successivement dirigée par Alice Guerre, puis Berthe Lecomte, et ses deux enfants Elisabeth Lecomte et Jean Lecomte, avant de devenir ESMOD dans les années 1960.

## Vie personelle
Alexis Lavigne a une fille en 1856 avec Marie Geiger, Alix Geiger, qui changera de nom pour Alice Geiger, quelques années plus tard. Elle se marie et prend le nom Guerre.
Il accueille une petite-fille en 1881 du nom de Berthe Guerre, plus tard mariée à Charles Lecomte avec qui elle aura deux enfants (Elisabeth et Jean).

## Publication
- Alexis Lavigne, Méthode du tailleur ou traité complet de coupe, Paris (réimpr. 1847 (4e ed.) (1re éd. 1841)

### Note
1. ↑  Frédéric Stockman fonde en 1867 Stockman Brothers Bustes and Mannequins qui devient plus tard Siegel and Stockman.